# Јосип Такач
Јосип Такач (Суботица, 11. новембар 1919— Суботица, 1991) био је југословенски фудбалер, везни играч.

## Клупска каријера
Почео је да игра за ЖАК из Кикинде у јуниорском тиму, а 1944. прешао у сениорски тим. У Спартаку из Суботице остао је до 1948. Добре игре препоручиле су га Црвеној звезди и уврстиле у списак путника за олимпијске игре 1948. године у Лондону.
Јосип Такач био је члан чувеног четвороугла Палфи - Ђајић - Такач - Митић, који је крајем четрдесетих година 20. века дириговао игром Црвене звезде.
После игара у Црвеној звезди вратио се у Суботицу и каријеру завршио у матичном клубу. Такач је са Спартаком 4. јула 1962. године играо финале Купа Југославије, на стадиону ЈНА пред 10.000 гледалаца, где је поражен од ОФК Београда са 4:1.
Куп Маршала Тита освајао је два пута са Црвеном звездом Куп Југославије у фудбалу 1949. и Куп Југославије у фудбалу 1950.
Каријеру је завршио 1962. у 43. години живота.

## Репрезентација
Био је члан екипе која је освојила сребрну медаљу на летњим олимпијским играма одржаним у Лондону 1948. године.